# Des rêves sans étoiles
Pour plus de détails, voir Fiche technique et Distribution.
Des rêves sans étoiles (رؤیاهای دم صبح, Royahaye dame sobh) est un film documentaire iranien réalisé par Mehrdad Oskouei et sorti en 2016.

## Fiche technique
- Titre : Des rêves sans étoiles
- Titre original : رؤیاهای دم صبح (Royahaye dame sobh)
- Titre anglais : Starless Dreams
- Réalisation : Mehrdad Oskouei
- Scénario : Mehrdad Oskouei
- Photographie : Mohammad Hadadi
- Son : Parsa Karimi
- Mixage : Hossein Mahdavi
- Montage : Amir Adibparvar
- Musique : Afshin Azizi
- Producteur : Mehrdad Oskouei
- Production : Oskouei films production
- Pays d'origine :  Iran
- Genre : Documentaire
- Durée : 76 minutes
- Date de sortie : France - 20 septembre 2017

## Sélections en festivals
- 66e Internationale Filmfestspiele Berlin-Generation 14plus, Allemagne, 11-21 février 2016[1]
- 13e True/False Festival du Film, Columbia (Missouri), États-Unis, du 3 au 6 mars 2016[2]
- 17e Tempo Festival de films Documentaires, Stockholm, Suède, du 7 au 13 mars 2016[3], Top docs, Festival non compétitif
- 18e One World International Human Rights, Festival du Film Documentaire, Prague, République tchèque, du 7 au 16 mars 2016[4]
- Griffin 7, Williams College, Williamstown (Massachusetts), États-Unis, Le 8 mars 2016
- 18e Festival du Film Documentaire de Thessalonique, Grèce, 11-20 mars 2016[5]
- Ambulante Festival du film documentaire, Mexique, du 31 mars au 2 juin 2016
- Festival de Middle East Now, Florence, Italie, du 5 au 10 avril 2016[6]
- 19e Full Frame Festival, festival du Film documentaire, en Caroline du Nord, États-Unis, 7-10 avril 2016[7]
- Hot Docs Festival International Du Film Documentaire, Toronto, Canada, du 28 avril au 8 mai 2016[8]
- 31e Festival International du Film Documentaire (DOK.fest), Munich, Allemagne[9], du 5 au 15 mai 2016, la compétition de la section DOK.horizonte
- 13e Festival International du Film Documentaire Cronograf, Chisinau, Moldavie, du 12 au 18 mai 2016, section compétition
- 3e festival de film iranien de Cologne, Allemagne, du 26 au 29 mai 2016
- 4e Cinéma en Baskets, Festival du Film pour enfants et de la jeunesse de Varsovie, Pologne, du 1er au 12 juin 2016
- Projection au Deutsches Filmmuseum Frankfurt, Allemagne, dates de projection : le 4 et le 5 juin 2016
- 39e Festival du Court-Métrage norvégien /International feature documentary Programme, Grimstad, Norvège, du 8 au 12 juin 2016
- Human Rights Watch Film Festival, New York, États-Unis, Du 10 au 19 juin 2016
- New Directors, New Films Festival, Espinho, Portugal, du 20 au 27 juin 2016, Golden Lynx section de Compétition
- 65e Festival international de film de Melbourne, Australie, du 28 juillet au 14 août 2016
- DokuFest Prizren, Kosovo, du 5 au 13 août 2016, section de Compétition des Droits de l'Homme
- Le Dokfilmwoche dans la fsk Kino et de Spoutnik Kino, Berlin, Allemagne, dates de projection : du 1er au 7 septembre 2016
- Bergen Festival International du Film, Norvège, du 20 au 28 septembre 2016, Compétition Checkpoints
- 12e Festival de film, de Zurich, Suisse, du 22 septembre au 2 octobre 2016, section Frontières
- XXVI Message to Man, Festival International du Film de Saint-Pétersbourg, Russie, du 23 au 30 septembre 2016, section Concours International
- 60e BFI London Film Festival, Royaume-Uni, du 5 au 16 octobre 2016, Competition – Grierson
- 25e Festival du Film Documentaire de Hot Springs (Arkansas), États-Unis, du 7 au 16 octobre 2016[10], section de compétition
- Festival de films Documentaires Antenne, Sydney, Australie, du 11 au 16 octobre 2016[11],
- Festival de Film Inconvenient, Vilnius, Lituanie, du 13 au 23 octobre 2016
- 31e Unabhaengiges FilmFest Osnabrueck, Allemagne, du 19 au 23 octobre 2016, section Compétition des Droits de l'enfant
- Festival des Libertés, Bruxelles, Belgique, du 20 au 29 octobre 2016
- 14e Festival Internacional de Cine de Morelia, Mexique, 21-30 octobre 2016, le programme de l'Année de l'Allemagne au Mexique 2016/2017
- 35e Festival International Jean Rouch, Paris, France, du 5 novembre au 11 décembre 2016, projection le 5 novembre 2016
- 21e Rencontres du Cinéma Documentaire, Cinéma Le Méliès à Montreuil, en France, projection le 5 novembre 2016
- Move it! Festival du film, Dresde, Allemagne, du 8 au 13 novembre 2016
- 29e Exground Filmfest, Wiesbaden, Allemagne, du 11 au 20 novembre 2016
- 20e Tallinn Black Nights Film Festival, Estonie, du 11 au 27 novembre 2016
- 3e Festival de Film Brisbane Asia Pacific, Australie, du 23 novembre au 4 décembre 2016
- Festival de Film Women's Worlds par l'Organisation des Droits de l'Homme pour Terre des femmes, Tübingen, en Allemagne, du 23 au 30 novembre 2016

## Récompenses
- Lauréat de Pare Lorentz Prix à l'IDA (International Documentary Association), Los Angeles, États-Unis, 2016[12]
- Lauréat d'Amnesty International, à la 66e Internationale Filmfestspiele Berlin-Generation 14plus, Allemagne, 2016[13]
- Lauréat de la Tue Vision Award à la 13e Festival de Film True/False, Columbia, Missouri, États-Unis, 2016
- Lauréat de Reva et David Logan, grand prix du Jury, Université Duke, 2016[14]
- Lauréat de Full Frame Inspiration Award, Durham (Caroline du Nord), le 10 avril 2016[15] lors de la 19e Full Frame Festival du Film Documentaire, en Caroline du Nord, États-Unis, 2016[16]
- Lauréat de la Meilleure Photographie
- Lauréat de Women Special Prize
- Lauréat du Grand Prix, 13e Festival International de Film Documentaire Cronograf, Chisinau, R. de la Moldavie, 2016[17]
- Lauréat de mention special du prix de la jeunesse, 4e Festival Cinema in Sneakers du Film pour Enfants Et de la Jeunesse, Varsovie, Pologne, en 2016
- Lauréat de la Mention Honorable
- Lauréat de Cineuropa Prix du Public New Directors, New Films, Espinho, Portugal
- Lauréat de la Mention Spéciale du Prix des Droits De L'Homme au DokuFest, Prizren, Kosovo, 2016
- Lauréat de film documentaire long-mératge, 26e Festival International du Film de Message à l'Homme, Russie, 2016
- Lauréat de la Grierson Prix du Meilleur Documentaire lors de la 60e BFI London Film Festival, Royaume-Uni, 2016[18]
- Lauréat du Meilleur Documentaire International, 25e Hot Springs Festival du Film Documentaire, Arkansas, États-Unis, 2016
- Lauréat du Prix Spécial du Jury au festival des films documentaires Antenna, Sydney, Australie, 2016
- Lauréat du Meilleur Film, Prix de la jeunesse du Jury, 31e Unabhaengiges FilmFest d'Osnabrück, Allemagne, 2016
- Lauréat du Prix Smart au Festival des Libertés, Bruxelles, Belgique, 2016
- Lauréat de Prix Pare Lorentz, 32e International Documentary Association (IDA), 2016, aux Studios Paramount à Los Angeles, aux États-Unis.
- Vainqueur du Grand Prix Nanook, 35e Festival International Jean Rouch IFF, Paris, France, 2016[19]
- Lauréat du Meilleur Film, 12e festival international Move It !, Dresde, Allemagne, 2016
- Lauréat du Meilleur Documentaire, 10e Asia Pacific Screen Awards, Brisbane Convention and Exhibition Centre (BCEC), Australie, 2016[20]